# Ламздорф, Яков Матвеевич
Граф Яков (Густав Якоб) Матвеевич Ламздорф (1784—1835) — генерал-майор, участник войн против Наполеона.

## Биография
Родился 9 (20) ноября 1784 года, сын члена Государственного совета Российской империи графа Матвея Ивановича Ламздорфа. Получил домашнее образование.
14 мая 1809 года в чине поручика был назначен флигель-адъютантом. Принимал участие в русско-турецкой войне и 21 марта 1812 года был награждён золотой шпагой с надписью «За храбрость».
В Отечественную войну 1812 года принимал участие во множестве сражений с французами, за отличие был произведён в полковники. 8 октября 1813 года был награждён орденом св. Георгия 4-й степени (№ 2718 по кавалерскому списку Григоровича — Степанова)
За отличие в сражении с французами при Лейпциге.
4 мая 1816 года был произведён в генерал-майоры и вышел в отставку.
Скончался 10 (22) июня 1835 года. Похоронен на Смоленском евангелическом кладбище.

## Семья
Его братья: Иван (1781—1852, камергер), Константин (1785—1812, поручик, убит в Бородинском бою), Александр (1794—1843), Фёдор (1800—1855), Николай (1804—1877, генерал-адъютант, директор Лесного департамента).